# Bloop

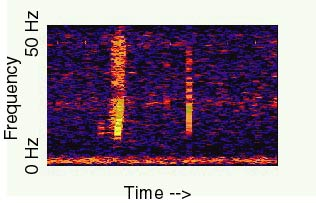
Спектрограма Блупа.

The Bloop (вимовляється як блуп; з англ. — завивання, рев) — назва звукового сигналу наднизької частоти, що був виявлений та записаний Національною атмосферною та океанічною адміністрацією США декілька разів протягом літа 1997 року. Джерело звуку залишається невідомим.
Джерело звуку має знаходитись за координатами приблизно 50° пд. ш. 100° зх. д. / 50° пд. ш. 100° зх. д. (на південний захід від Південної Америки). Загальний характер звуку дає підстави вважати, що його видано живою істотою, але науці така істота не відома. Судячи за подоланою звуковим сигналом відстанню, ця істота повинна бути великого розміру, набагато більшою за блакитного кита.
В подальшому, у 2005-му році, науковці Національної атмосферної та океанічної адміністрації визначили імовірне джерело походження сигналу. The Bloop виявився звуком від «льодотрусу» — звук виникає коли черговий айсберг відколюється та відпадає від антарктичного льодовика.